# Isaac Pereire

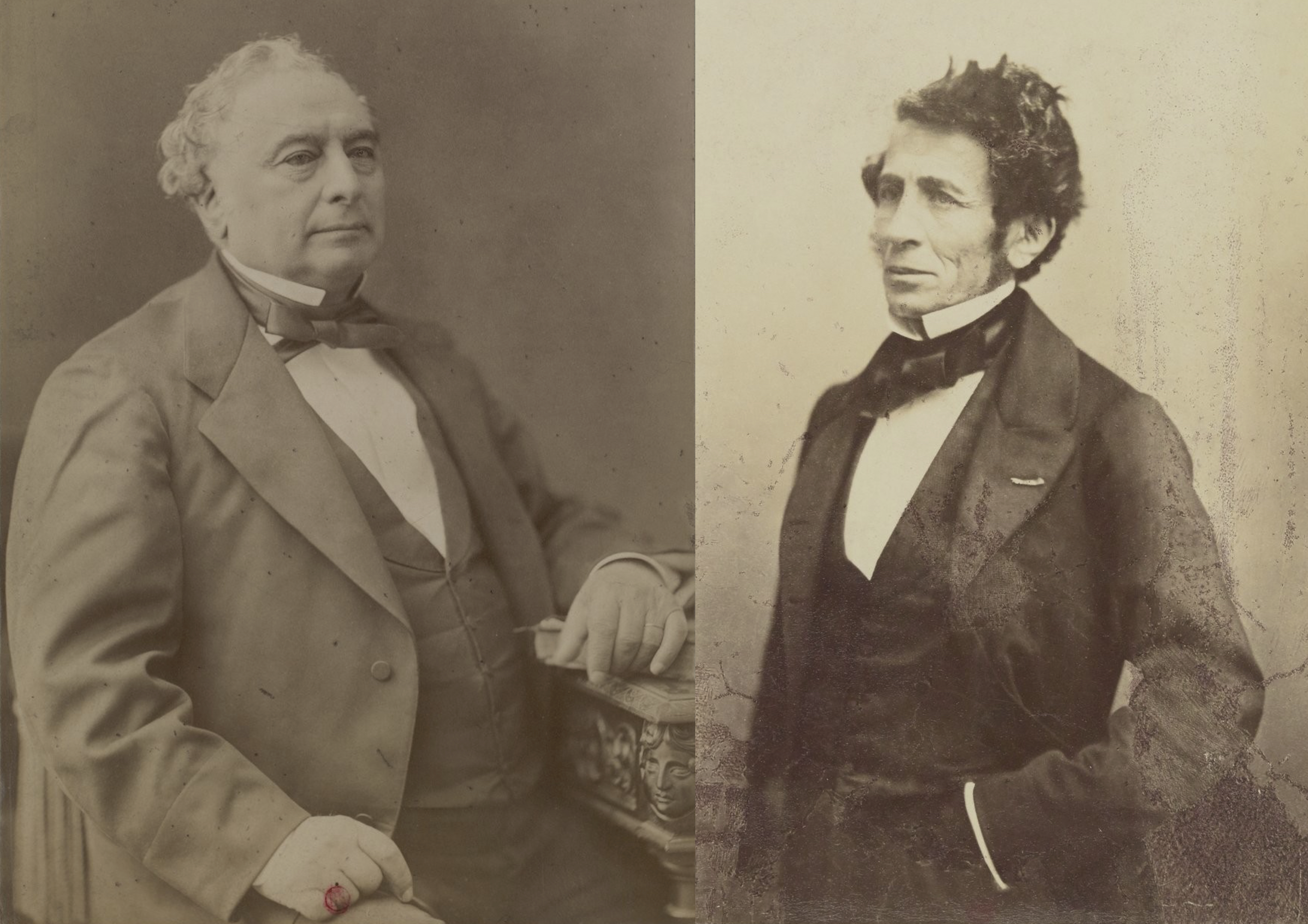
Emile und Isaac Pereire

Isaac Pereire (* 25. November 1806 in Bordeaux; † 12. Juli 1880 in Armanvilliers) war ein französischer Finanzmann, Industrieller, Publizist und Mäzen portugiesisch-sephardischer Herkunft.
Der Enkel von Jacob Rodrigues Pereira, einem Pionier der Gebärdensprache, schloss sich nach dem frühen Tod des Vaters eng an seinen älteren Bruder Émile Pereire an, arbeitete wie dieser in einer Pariser Bank und verkehrte, vermittelt über Olinde Rodrigues, einen Schüler von Henri de Saint-Simon, in einschlägigen Kreisen. Wie sein Bruder wurde er journalistisch tätig, schrieb unter anderem für "Le Globe," "Le Temps," "Le Journal des Débats," etc.
Ab 1835 engagierte sich das Brüderpaar im Eisenbahnbau, angefangen von der ersten französischen Linie von Paris nach St.-Germain über Großprojekte wie 1845 den Chemin de Fer du Nord bis ins Ausland. 1852 gründete es die Société Générale du Crédit Mobilier. Dieses zunächst erfolgreiche Unternehmen musste 1867 liquidiert werden. Die Péreires blieben allerdings prominent und einflussreich, auch nach dem Ende des Zweiten Kaiserreichs. 1876 bis 1880 war Isaac Péreire Eigentümer der Pariser Tageszeitung "La Liberté." 

## Schriften (Auswahl)
- Leçons sur l'Industrie et les Finances, Prononcées à la Salle de l'Athenée. Paris 1832
- Le Rôle de la Banque de France et l'Organisation du Crédit en France. Paris 1864
- Principes de la Constitution des Banques. Paris 1865